# Etyma
Etyma is een kevergeslacht uit de familie van de boktorren (Cerambycidae). De wetenschappelijke naam van het geslacht werd voor het eerst geldig gepubliceerd in 2012 door Galileo & Martins.

## Soorten
Etyma omvat de volgende soorten:
- Etyma curu Galileo & Martins, 2012
- Etyma icima Galileo & Martins, 2012